# Сражение под Добросолово
Сражение под Добросолово — одно из сражений Январского восстания произошедшее 18 февраля (2 марта) 1863 года между польскими мятежниками, и русскими регулярными войсками.

## Предыстория
После поражения под Новой Весью 9 (21) февраля 1863 года Казимир Мелецкий вынужден был отступить со своим отрядом на территорию Пруссии, однако пробыв там лишь несколько дней уже 15 (27) февраля вернулся на территорию охваченную мятежом с отрядом из около 320 человек.
В тот же день — 15 (27) февраля 1863 года из Конина по следам Мелецкого выступил отряд майора Николая Москвина (9-я и 12-я роты Олонецкого пехотного полка, эскадрон гусар Мариупольского полка и 20 казаков). Следующим утром они дошли до Коло, где получили от местных жителей информацию о передвижении мятежников, и после полудня выдвинулись по их следам на север, но пройдя около 15 километров остановились на ночлег в деревне Велька Вжанка. 
В тот же день из Ленчицы выступил отряд майора Франца Дымана (2 роты Ладожского полка, 10 казаков) и после 40-километрового марша остановился на ночлег в деревне Кейшы. Оба русских подразделения находились всего в 6 километрах друг от друга. Узнав от местных жителей, что Мелецкий выступил в направлении деревни Гославице (ныне в составе города Конин) на рассвете 17 февраля (1 марта) русские выдвинулись в том же направлении. 
Между тем около 11 часов утра 17 февраля (1 марта) Мелецкий соединился с отрядом от 270 до 350 человек под командованием бывшего кавалерийского офицера армии Османской империи Антония Гарчинского (1812 — 1888), днем ранее перешедшего прусско-российскую границу, их объединенные силы достигли численности от 590 до 670 человек.
В то же самое время отряд Дымана занял Гославице захватив в плен двух мятежников из отряда Мелецкого, которые рассказали, что несколькими часами ранее последний выдвинулся к Бенишевскому лесу, с целью оторваться от преследования русскими. Решив не дожидаться прибытия в Гославице отряда Москвина, Дыман самостоятельно выступил по следам Мелецкого вдоль южного берега Гославецкого озера. Однако через три километра казачий авангард (10 человек) наткнулся на засаду превосходящих их по численности повстанцев у деревни Горендры Бенишевские и после короткой перестрелки в связи с наступлением сумерок был вынужден отступить назад к Гославице с 1 раненым, где Дыман соединился с отрядом Москвина решив следующим утром 18 февраля (2 марта) продолжить преследование противника.
Объединенный отряд Грачинского-Мелецкого ночевал в лесном лагере у Бокшинского монастыря. Вечером между командирами мятежников разразился конфликт по поводу командования объединенными отрядами по итогу приведший к тому, что отряды на рассвете 18 февраля (2 марта) разделились и разными путями направились на северо-запад к прусской границе. Первым в направлении деревни Добросолово выступил Грачинский за ним приблизительно через 1-2 часа лагерь покинул и Мелецкий. Регулярные войска под командованием Дымана и Москвина покинули Гаславице около 6 часов утра однако прибыв на место повстанческого лагеря уже никого там не обнаружили. Затем командиры русских войск посовещавшись решили разделиться и найти следы повстанцев. Москвин выдвинулся на северо-запад в направлении деревень Яблонка и Казаржев, а Дыман на север в направлении села Казимеж.

## Бой
Дойдя до Казаржева, Москвин получил информацию, что менее часа назад повстанцы были в деревне и ушли в сторону Добросолово. Затем повернув на север, всего через несколько километров майор заметил у леса группу вооруженных людей, которые оказались повстанцами из отряда Мелецкого. Москвин выдвинул вперед 12-ю стрелковую роту, которая вступила в перестрелку с мятежниками. Тем не менее те, не выдержав натиска русских войск вскоре начали спешно отходить на запад в Добросолово решив закрепиться в населенном пункте. Тем не менее русские стали преследовать мятежников наседая на них, в результате чего им удалось занять восточную часть населенного пункта в то время, как западная оставалась под контролем повстанцев занявших там оборону.
В то же самое время к отряду Грачинского, который к тому моменту уже был к западу от Добросолово прибыл один из адъютантов Мелецкого сообщивший, что последнему нужна помощь. Грачинский развернул свой отряд на Добросолово, однако из-за труднопроходимой местности передвигался крайне медленно прибыв к селу лишь, когда Мелецкий под натиском регулярных войск уже был вынужден оставить населенный пункт, кроме того прибывшие повстанцы Грачинского были дизорганизованы, плохо обучены и не десциплинированы по-этому попытка спешно контратаковать русские войска была крайне неудачной и окончилась значительными потерями для мятежников. В то же самое время паника в рядах повстанцев усилилась также из-за взрыва повозки с порохом, что привело к ошибочному выводу о том, что русские ввели в бой пушки. Практический сразу после этого мятежники Грачинского стали беспорядочно отступать к прусской границе.
В то же самое время отряд Мелецкого воспользовавшись отвлечением большей части русских войск на мятежников Грачинского забрал в повозки своих раненных и начал организованный отход на запад к Мечовнице. Им удалось оторваться от преследования силами Москвина однако всего через несколько часов Мелецкий узнал, что по их следам идет майор Дыман. Тогда он приказал большей части отряда отходить к прусской границе, а группе из 30 стрелков с ружьями при поддержке нескольких десятков вырвавшихся с поля боя мятежников из отряда Грачинского занять оборону на местном кладбище дабы задержать регулярные войска, что и было выполнено. 
Повстанцам удалось сдержать русских на некоторое время однако в конечном итоге в результате нервной схватки из 30 человек 28 было убито и ещё 2 попали в плен, после чего русские ворвались в Мечовницы однако повстанцы ещё не успели отойти из деревни в результате чего началось беспорядочное бегство последних с поля боя по направлению к прусской границе. Лишь наступление темноты позволило последним оторваться от преследования и уйти на территорию Пруссии.

## Последствия
Бой завершился полным поражением восставших по польским данным более 100 из них были убиты, ещё 66 попали в плен из них 16 ранеными. Среди убитых оказался и один из основателей отряда Мелецкого Витольд Улатовский. Еще по меньшей мере несколько десятков мятежников были арестованы практический сразу после перехода границы. Русские оценили свои потери в тот день в 11 раненых, однако ничего не сообщив о потерях противника. Поляки же заявили, что регулярные войска потеряли в бою около 80 человек убитыми и ранеными. Польский историк Славомир Калебка считает, что официальные потери русских войск занижены по меньшей мере в несколько раз. 
Несмотря на полное поражение уже в ночь со 2 на 3 (14 на 15) марта Мелецкий вновь вернулся в Царство Польское со свежесобранным отрядом и развернул не менее энергичную кампанию против регулярных войск в Оссовецких и Казимежских лесах, тем не менее уже 10 (22) марта 1863 года его отряд был окончательно разгромлен регулярными войсками под командованием майора Нелидова под Слесинем. Сам Мелецкий был тяжело ранен и эвакуирован в Пруссию, где скончался от последствий ранения в ночь на 27 июня (9 июля) 1863 года.